# Romagny (Manche)
Pour les articles homonymes, voir Romagny.
Romagny est une ancienne commune française du département de la Manche et de la région Normandie, devenue le 1er janvier 2016 une commune déléguée au sein de la commune nouvelle de Romagny Fontenay.
Elle est peuplée de 953 habitants.

## Géographie
La commune est dans le Mortainais. Son bourg est à 2,5 km à l'ouest de Mortain, à 7 km au sud-est de Juvigny-le-Tertre et à 13 km au nord-est de Saint-Hilaire-du-Harcouët.
| Juvigny-le-Tertre (comm. nouv. de Juvigny les Vallées), Le Mesnil-Rainfray (comm. nouv. de Juvigny les Vallées) | Bellefontaine (comm. nouv. de Juvigny les Vallées)    | Saint-Barthélemy, Le Neufbourg          |
| La Bazoge (comm. nouv. de Juvigny les Vallées), Fontenay (comm. nouv. de Romagny Fontenay)                      | Romagny                                               | Mortain (comm. nouv. de Mortain-Bocage) |
| Milly (comm. nouv. de Grandparigny), Villechien (comm. nouv. de Mortain-Bocage)                                 | Notre-Dame-du-Touchet (comm. nouv. de Mortain-Bocage) | Bion (comm. nouv. de Mortain-Bocage)    |

## Toponymie
Le nom de la localité est attesté sous les formes de Romaneio en 1129, Romaniacho en 1144, Romagneio en 1163, Roumaigné en 1386, Roumeigny en 1394.
Il s’agit d’une formation toponymique gallo-romaine en -acum, suffixe d’origine gauloise localisant, puis marquant la propriété. Il est précédé d’un anthroponyme, selon le cas général. Le nom de personne d’origine latine Roman(i)us convient bien phonétiquement,. Cet anthroponyme était employé par les autochtones gallo-romains et explique le nom de saint Romain.
Le gentilé est Romagnais.

## Histoire
La foire annuelle de la Saint-Denis, la plus importante de l'arrondissement de Mortain, qui durait deux jours et se tenait le premier lundi d'octobre, a laissé sa place à une braderie. Elle avait été créée au Moyen Âge afin de procurer des revenus à la léproserie Saint-Denis.
Le 1er janvier 2016, Romagny intègre avec Fontenay la commune de Romagny Fontenay créée sous le régime juridique des communes nouvelles instauré par la loi no 2010-1563 du 16 décembre 2010 de réforme des collectivités territoriales. Les communes de Romagny et Fontenay deviennent des communes déléguées et Romagny est le chef-lieu de la commune nouvelle.

## Politique et administration

### Liste des maires
| Période                                  | Période       | Identité               | Étiquette | Qualité                          |
| ---------------------------------------- | ------------- | ---------------------- | --------- | -------------------------------- |
| Les données manquantes sont à compléter. |               |                        |           |                                  |
| 1875                                     | 1910          | Victor Anatole Legrand |           | Chevalier de la Légion d'honneur |
| mars 1981                                | mars 2001     | Daniel Lechevallier    | SE        | Agriculteur (retraité)           |
| mars 2001                                | mars 2008     | Jean-Claude Hamard     | SE        | Enseignant                       |
| mars 2008                                | décembre 2015 | André Bouillault       | SE        | Agriculteur (retraité)           |

Le conseil municipal était composé de quinze membres dont le maire et trois adjoints. Ces conseillers intègrent au complet le conseil municipal de Romagny Fontenay le 1er janvier 2016 jusqu'en 2020 et André Bouillault devient de droit maire délégué. Il est en outre élu maire de la commune nouvelle.

## Population et société

### Démographie
L'évolution du nombre d'habitants est connue à travers les recensements de la population effectués dans la commune depuis 1793. À partir du 1er janvier 2009, les populations légales des communes sont publiées annuellement dans le cadre d'un recensement qui repose désormais sur une collecte d'information annuelle, concernant successivement tous les territoires communaux au cours d'une période de cinq ans. 
Pour les communes de moins de 10 000 habitants, une enquête de recensement portant sur toute la population est réalisée tous les cinq ans, les populations légales des années intermédiaires étant quant à elles estimées par interpolation ou extrapolation. Pour la commune, le premier recensement exhaustif entrant dans le cadre du nouveau dispositif a été réalisé en 2004,.
En 2021, la commune comptait 953 habitants, en évolution de −7,21 % par rapport à 2015 (Manche : +0,44 %, France hors Mayotte : +2,49 %).
| 1793  | 1800  | 1806  | 1821  | 1831  | 1836  | 1841  | 1846  | 1851  |
| ----- | ----- | ----- | ----- | ----- | ----- | ----- | ----- | ----- |
| 1 550 | 1 660 | 1 594 | 1 719 | 1 561 | 1 562 | 1 615 | 1 573 | 1 620 |

| 1856  | 1861  | 1866  | 1872  | 1876  | 1881  | 1886  | 1891  | 1896  |
| ----- | ----- | ----- | ----- | ----- | ----- | ----- | ----- | ----- |
| 1 611 | 1 569 | 1 528 | 1 469 | 1 455 | 1 427 | 1 400 | 1 417 | 1 357 |

| 1901  | 1906  | 1911  | 1921  | 1926  | 1931  | 1936  | 1946  | 1954  |
| ----- | ----- | ----- | ----- | ----- | ----- | ----- | ----- | ----- |
| 1 304 | 1 299 | 1 291 | 1 165 | 1 128 | 1 200 | 1 169 | 1 198 | 1 197 |

| 1962  | 1968  | 1975  | 1982  | 1990  | 1999  | 2004  | 2009  | 2014  |
| ----- | ----- | ----- | ----- | ----- | ----- | ----- | ----- | ----- |
| 1 100 | 1 087 | 1 087 | 1 178 | 1 095 | 1 009 | 1 064 | 1 039 | 1 017 |

| 2018 | - | - | - | - | - | - | - | - |
| ---- | - | - | - | - | - | - | - | - |
| 980  | - | - | - | - | - | - | - | - |

## Économie
- Acome : câblage.

## Culture locale et patrimoine

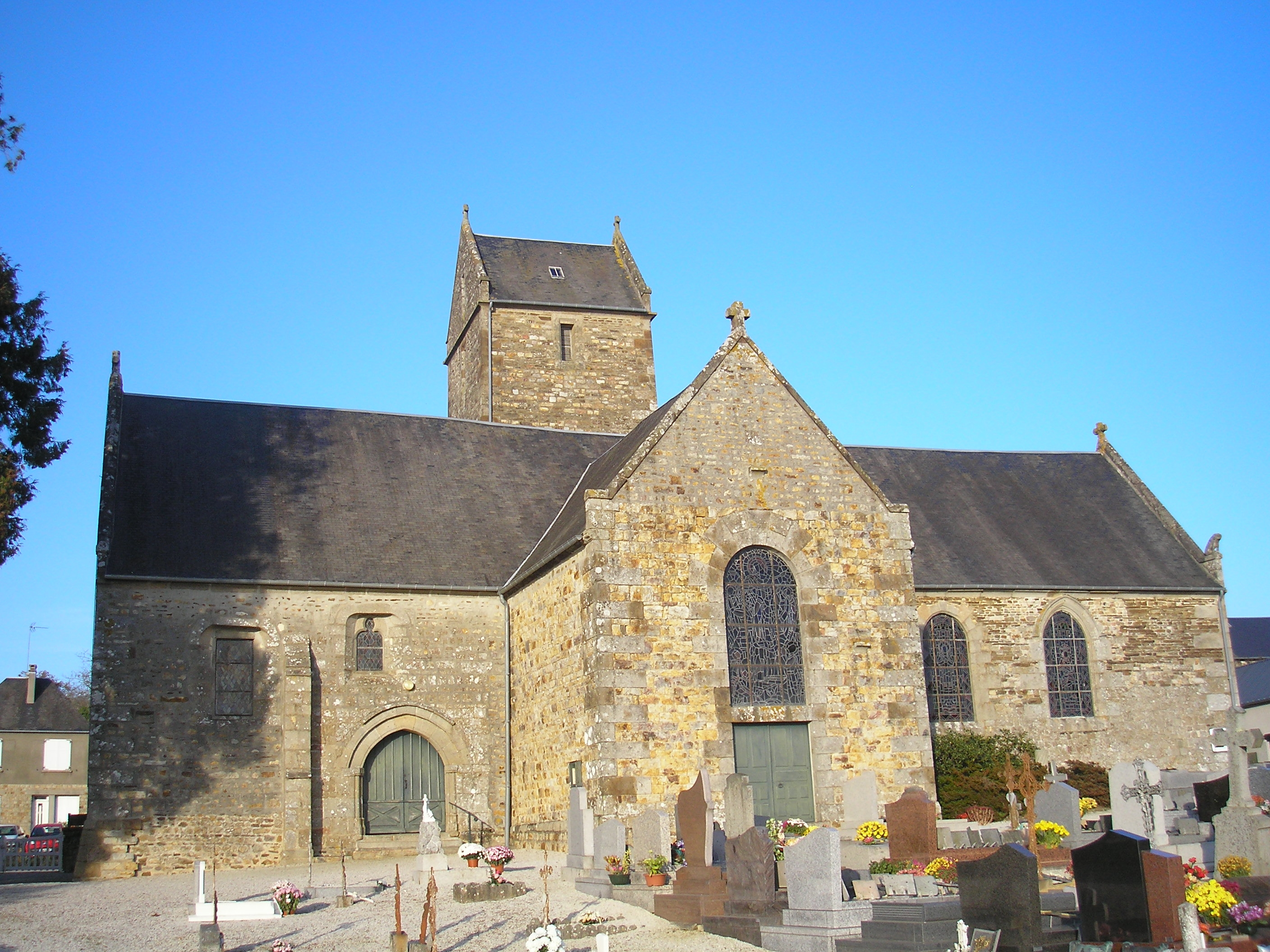
L'église Notre-Dame.

### Lieux et monuments
- Église Notre-Dame (XVIe – XVIIe siècles) avec un cadran solaire du XVIe et tour carrée le long du transept. Elle abrite une chaire à prêcher du XVIIIe, une Vierge à l'Enfant du XVIe et un calice du XVIIe classées au titre objet aux monuments historiques[17], ainsi qu'un bénitier du XVIIe et une clôture de chœur du XVIe.

L'église, par donation, fut donné au prieuré de Notre-Dame du Rocher.
- Chapelle Saint-Vital (XIXe siècle) creusée dans le roc. Elle date du XIXe siècle et a été construite à l'endroit présumé de la grotte de l'ermite saint Vital, ancien chapelain du comte Robert de Mortain, demi-frère de Guillaume le Conquérant. Avant de devenir un ermite, saint Vital fut chapelain et chanoine de la collégiale Saint-Évroult de Mortain pendant une vingtaine d'années.
- Vestiges du château de Chancé (XIXe siècle). C'est au château que décède Charles Achard, comte de Bonvouloir.
- Lavoir clos en bois.
- Le pont du Diable et la petite cascade sur le Cançon, affluent de la Cance, généralement désignée à tort Petite Cascade de Mortain, sont situés en limite entre Le Neufbourg et Romagny.
- Rocher de l'Aiguille, dominant la vallée de la Cance, site équipé pour l'escalade.

Pour mémoire
- Chapelle Saint-Denis possession de la collégiale Saint-Martin[7].

### Personnalités liées à la commune
- Charles Achard de Bonvouloir (1780-1870), homme politique, conseiller général et député de la Manche de 1827 à 1831[8], mort au château de Chancé.